# Jakob Weeser-Krell
Jakob Weeser-Krell (* 5. Dezember 1843 in Ehrenbreitstein, Rheinprovinz; † 13. August 1903 auf Schloss Haus in Wartberg ob der Aist, Oberösterreich) war ein deutsch-österreichischer Ingenieur und Industriemaler.

## Leben
Weeser-Krell gehörte zu den Malern und Zeichnern, die sich auf die Darstellung von Fabrikanlagen spezialisierten. Er perfektionierte ein Verfahren, Vogelperspektiven mittels Zentralprojektion zu entwickeln. Damit konnte er monumentale Fabrikansichten aus großer Höhe darstellen. 1875 gründete er seine „Anstalt für Perspektive“ in Trier. 1886 weilte er in Rom, wo er sein Hauptwerk Blick auf St. Peter und Vatican in Rom vom Janiculum aus vorbereitete. 1888 eröffnete er eine Filiale seines Unternehmens in Berlin. 1891 zog er nach Oberösterreich, pachtete 1896 das Schloss Haus in Wartberg ob der Aist an und richtete darin eine Kunstanstalt ein, die im Genre Fabrikansichten zum Markenbegriff werden sollte. Auch die Darstellung von Hochseedampfern, Hafen- und Werftanlagen gehörte dazu.
Seit 1873 war er mit Adeline, geborene Krell, verheiratet. Nach seinem Tod führten die Söhne Ferdinand Weeser-Krell (1883–1957) und Carlo Weeser-Krell (1880–1943) das Unternehmen bis 1911 fort. Als mit Ablauf des Jahres für die Kunstanstalt der örtliche Pachtvertrag endete, verlegten die Brüder die Arbeitslokalitäten nach Linz (Ferdinand) bzw. Trier und führten das Unternehmen fortan unter den Nachnamen Weeser-Krell fort.
Jakob Weeser-Krell starb, nach längerer Krankheit, an seinem Wohnort. Er wurde am 16. August 1903 auf dem Friedhof von Wartberg ob der Aist bestattet.

## Werke (Auswahl)

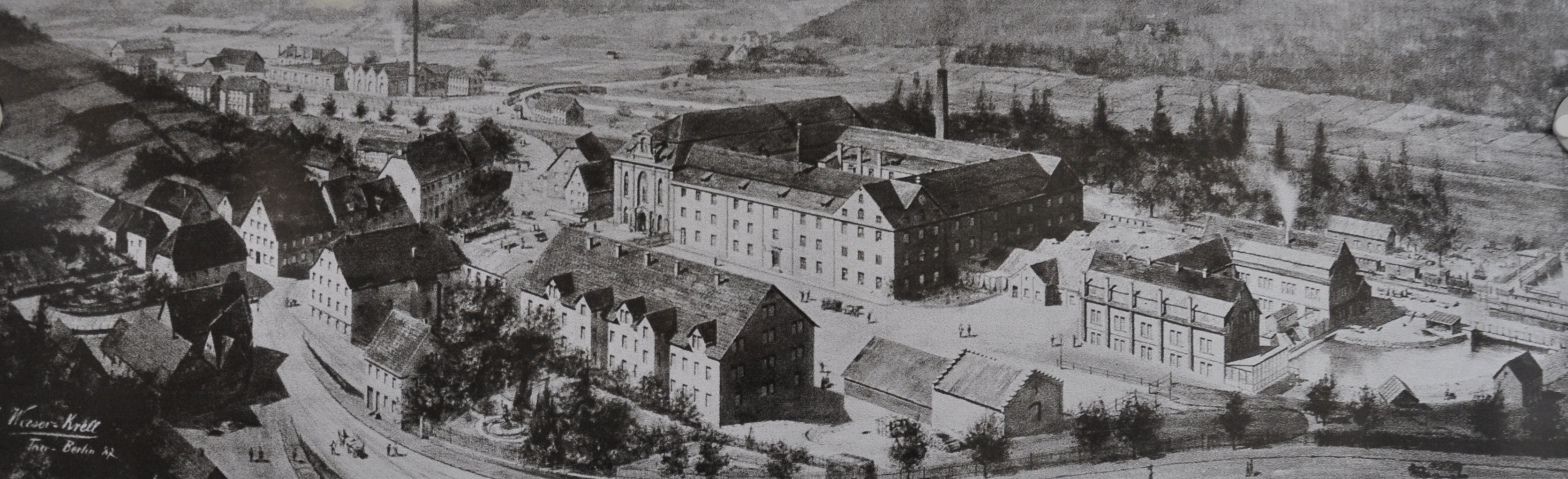
Waffenfabrik Mauser im ehemaligen Augustinerkloster Oberndorf, Foto des Gemäldes von 1887

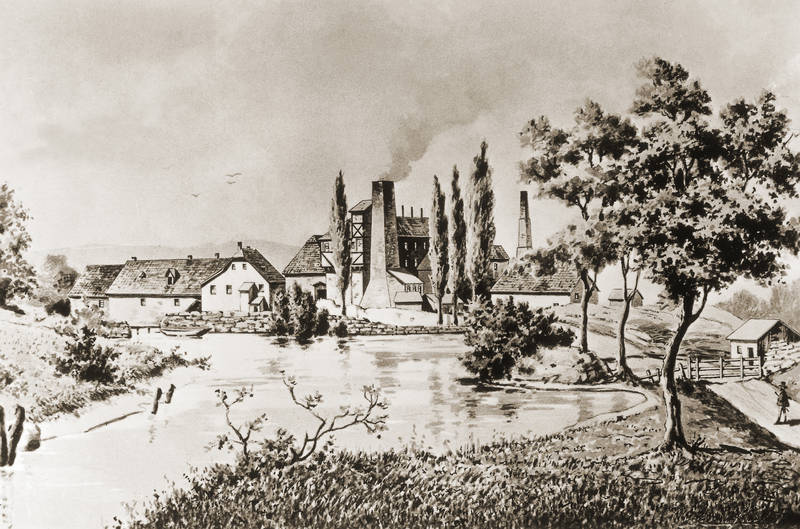
St.-Antony-Hütte, Foto der Zeichnung von 1902

- Die Hermannshütte, 1885 (thyssenkrupp Corporate Archives)
- Petroleum-Raffinerie vorm. August Korff, Bremen
- je ein Gemälde von den Fabriken des Klavierherstellers Ibach in Schwelm und Barmen, 1886, ausgemalt durch Friedrich Klein-Chevalier[3]
- Waffenfabrik Mauser im ehemaligen Augustinerkloster Oberndorf, 1887
- Blick auf St. Peter und Vatican in Rom vom Janiculum aus, Tuschaquarell, 1887/1888
- Nordwestdeutsche Gewerbe- und Industrieausstellung im Bürgerpark zu Bremen, Vogelperspektive, Tuschaquarell, 1890
- Walzwerk Rath der Mannesmann Röhrenwerke, 1901
- Panorama der Gutehoffnungshütte in Oberhausen, 1901
- Hammerwerk Neu-Essen, 1835, aquarellierte Zeichnung, 1902
- St.-Antony-Hütte, aquarellierte Zeichnung, 1902
- Trier – Berlin – Rom
- Textilfabrik Johann Wülfing & Sohn
- Gohrsmühle, Papierfabrik Zanders
- Mariazell
- Stift Zwettl, Niederösterreich

## Ehrungen (Auszug)
- 1888: Komturkreuz des Gregoriusordens
- 1903: Sonderausstellung durch den Kölnischen Kunstverein[4]